# Gustavs församling, Finland
Gustavs församling (finska Kustavin seurakunta) är en evangelisk-luthersk församling i Gustavs kommun i Finland. Församlingen hör till Åbo ärkestift och Nousis prosteri. Tiina Rautiainen är församlingens kyrkoherde (2021). Verksamheten i Gustavs församling sker i huvudsakligen på finska.
Gustavs församling grundades år 1783 som en kapellförsamling till Tövsala församling. Då kallades kapellförsamlingen Kivimaa alltså Stenlandet på svenska. Gustavs församling blev en självständig församling år 1874 och nämndes med nuvarande namnet Gustavs år 1897. Församlingens huvudkyrka är Gustavs kyrka och till församlingen har cirka 712 medlemmar (2021).